# L'Affaire (film)
Pour les articles homonymes, voir L'Affaire.
Pour plus de détails, voir Fiche technique et Distribution.
L'Affaire est un  film franco-italien réalisé par Sergio Gobbi, sorti en 1994.

## Synopsis
Un homme, qui a tout perdu à cause de son frère, cherche à se venger avec l'aide d'un jeune joueur de poker...

## Fiche technique
- Titre original : L'Affaire
- Réalisation : Sergio Gobbi
- Scénario : Sergio Gobbi et Victor Arnold
- Dialogues : Victor Arnold
- Photographie : Jean-François Gondre
- Musique : Vladimir Cosma
- Montage : Françoise London
- Décors : Jean-Baptiste Poirot
- Costumes : Antoinette Dimanche
- Son : Jean-François Mabire
- Effets-spéciaux : Pierre Fourry
- Cascades : Guy di Rigo
- Caméra : Isabelle Czajka
- Script : Geneviève Château-Mabire
- Maquillage : Odette Berroyer et Jocelyne Lemery
- Coiffure : Christian Gruau
- Casting : Anita Benoît
- Assistants-réalisateurs : Henri Grimault et Eric Paulin
- Régie : Jean-Michel Hullaert
- Direction de production : Alain Tourriol et Antoine de Cazotte
- Production : Jean-Claude Patrice et Jean-François Lepetit
- Genre : drame
- Durée : 95 minutes
- Dates de sortie 
  -  France : 13 avril 1994

## Distribution
- Robert Hossein : Paul Haslans
- F. Murray Abraham (VF : Daniel Beretta) : Lucien Haslans
- Bruno Wolkowitch : Fabrice Dorais
- Anna Falchi (VF : Julie Dumas) : Angelina
- Alexandra Vandernoot : Elissa
- Candice Patou : Hélène Haslans
- André Oumansky : Claireveau
- Paul Guers : René Lantier
- Marc de Jonge : Gruskhin
- Michel Robin : Charles Rivette
- Riccardo Cucciolla : Van Doude
- Valéry Valmont : Olga
- Françoise Rigal : Madeleine
- André Toscano : Henri Charlet
- Angélica Barthe : Hélène Charlet
- Pascale Roberts : Odile Langlois
- Pierre Le Rumeur : Me Sommier
- Raphaël Almosni : Chalgrin
- Jeupeu : Étienne
- Pierre Forest : Labrace
- Manuel Bonnet : Trener
- Antonio Passalia : Ferzetti
- Gerda de Haan : Mme Halle
- Pascale Arbillot : la secrétaire SEL
- Astrid Veillon : Sophie
- Krystyna Ferentz : Christina
- Alain Ollivier : Gorki
- Roger Van Hool : Joan Halle
- Guy Van Riet : Darnel
- Pascal Charissous : le Corse
- Virginie Merlin et François Amaru : les joueurs
- Pierre Hossein : Antonovitch
- Jean-Pierre Rochette et Thierry Barthe : les hommes
- Stéphane Charon : le coursier
- Bruno Slagmulder : le voiturier
- Magid Mezzouri : un Arabe
- Fatiha Cheriguene : une femme arabe